# Verein Wiener Jugendzentren
Der Verein Wiener Jugendzentren (VJZ) besteht seit 1978 und umfasst knapp 40 Einrichtungen, die zum Großteil in der Offenen Kinder- und Jugendarbeit, der Mobilen Jugendarbeit und der Gemeinwesenarbeit tätig sind. Damit ist der VJZ die größte gemeinnützige Trägerorganisation Offener Kinder- und Jugendarbeit in Österreich. Finanziert wird der Verein Wiener Jugendzentren im Rahmen einer Gesamtsubvention der Stadt Wien, wobei dem Vorstand neben Delegierten verschiedener Jugendorganisationen auch Vertreter des Gemeinderates angehören.

## Geschichte
Am 1. Juli 1978 wurden die Jugendzentren der Stadt Wien (bis dahin gab es 11 Jugendzentren) aus dem Verein Wiener Jugendkreis ausgegliedert. Der Verein Wiener Jugendzentren wurde gegründet. Als Aufgabe wurde dem VJZ Offene Kinder- und Jugendarbeit gestellt. Darüber hinaus bot der Verein als Zusatzangebot verschiedenen Jugendorganisationen, Clubs und Vereinen eine Heimstätte. Bis heute wurde die Anzahl der Einrichtungen des VJZ sukzessive und bedarfsgerecht erhöht, so wurden zum Beispiel 1978 das erste Stadtteilzentrum, 1992 die erste mobile Einrichtung und 1995 der erste Jugendtreff mit herausreichender Arbeit gegründet. Heute hat der Verein in Summe 35 Einrichtungen und rund 300 Mitarbeiter.

## Die Arbeitsgrundsätze des Vereins Wiener Jugendzentren
Die primäre Zielgruppe des VJZ sind die in Wien lebenden Jugendlichen. Im Rahmen der Gemeinwesenorientierung richten sich die Angebote einiger Einrichtungen auch an Kinder und Erwachsene, insbesondere Frauen. Die Ziele des Vereins Wiener Jugendzentren liegen in der Förderung der Persönlichkeits- und Identitätsentwicklung Jugendlicher, der Erweiterung ihrer Handlungsalternativen und der Entwicklung neuer Perspektiven sowie der Förderung politischer Partizipation, gesellschaftlicher Teilhabe und öffentlicher Einflussnahme. 
Die Angebote der Einrichtungen des Vereins werden nach folgenden Prinzipien bzw. Methoden konzipiert:
- Freiwilligkeit der Teilnahme
- Offenheit und Flexibilität der Angebote
- Bedürfnis- und Lebensweltorientierung
- Sozialräumliche Jugendarbeit
- Partizipation, Mitbestimmung, Mitgestaltung
- Gender Mainstreaming
- Orientierung an den Fähigkeiten und Stärken der Zielgruppen
- Möglichkeit der Teilnahme, unabhängig von Weltanschauung, Nationalität, Geschlecht, sexueller Orientierung, Kultur und wirtschaftlichen Möglichkeiten

## Struktur des Vereins Wiener Jugendzentren
Neben dem größten Geschäftsfeld, der Offenen Kinder- und Jugendarbeit in 25 Jugendzentren und -treffs, gibt es 6 Einrichtungen der Mobilen Jugendarbeit und 6 saisonale Parkbetreuungen und ein Kurszentrum. Darüber hinaus bestehen einige Wien weite Projekte und Einrichtungen.

### Offene Kinder- und Jugendarbeit
In den 25 Jugendzentren und -treffs wird Offene Kinder- und Jugendarbeit für Kinder, Teenies und Jugendliche geleistet. Die Angebote werden unter Beteiligung der Zielgruppen entwickelt, Stichwort Jugendpartizipation. Die Arbeitsschwerpunkte gliedern sich in folgende Bereiche:
- Treffpunkt Raum Jugendzentrum und -treff (standortorientierte Jugendarbeit)
- Geschlechtssensible Arbeit – Mädchenarbeit, Burschenarbeit
- Diversität/Interkulturelle Arbeit
- Themenzentrierte und jugendkulturelle Angebote
- Berufsorientierung/Beschäftigung/Bildung
- Erlebnispädagogik
- Medien, Sport und Bewegung
- Herausreichende Arbeit (Methoden z. B. Sozialraumanalyse, aktives Aufsuchen der Cliquen- und Gruppentreffpunkte, Konfliktmoderation, Veranstaltungen etc.)
- Vernetzung/Kooperation/Lobbying
- Ferienaktivitäten/Jugend mobil in Europa

### Mobile Jugendarbeit
Arbeitsgebiete der mobilen Einrichtungen Back on Stage 5 (BoS 5), Back on Stage 10 (BoS 10) und Back on Stage 16/17 (BoS 16/17), Mobile Jugendarbeit Donaufeld, 19 KMH und Mobile Jugendarbeit SEA sind die Straßen und Parks jener Bezirke, in denen sie ihren Stützpunkt haben. Die Förderung von Selbstorganisation, Stärkung des Selbstbewusstseins und der Potenziale der dort lebenden Jugendlichen stehen im Vordergrund dieser gemeinwesenorientierten Jugendarbeit. Zentral sind Streetwork, Gruppen- und Projektarbeit, Einzelfallhilfe und Lobbying für Jugendthemen.

### Musisches Zentrum Wien
Das Musische Zentrum Wien ist ein offenes Kunst- und Kulturhaus mit dem Schwerpunkt Kunstvermittlung und kulturelle Bildung. Es hat Lust am Experiment, schöpft aus der Vielfalt der Kinder- und Jugendkultur und bietet einen Ort der kreativen Auseinandersetzung mit Musik, Tanz und Theater. 

### Wien weite Projekte und Einrichtungen
Der VJZ greift in überregionalen Einrichtungen und Projekten aktuelle Entwicklungen und Bedürfnisse von Jugendkultur auf. Dazu zählen z. B. das Modeprojekt „Kids in Fashion“, die Fernsehsendung „CUtv“ auf Okto oder Sportturniere.

## Publikationen
- „Wissenschaftlichen Reihe des Vereins Wiener Jugendzentren“: Fachbücher zu Themen der Jugendarbeit, bisher 5 Bände
- „See You“: Zeitschrift mit Fachartikeln und Berichten aus dem VJZ, erscheint 2 Mal jährlich
- Leitbild, Leitlinien, Positionspapiere und Qualitätsmerkmale zu diversen Themen und Arbeitsschwerpunkten